# Medisch Interventieplan
Het Medisch Interventieplan (MIP) is, naast het Psychosociaal Interventieplan (PSIP), het Sanitair Interventieplan (SIP) en het Plan Risico’s & Manifestaties (PRIMA), het belangrijkste onderdeel van het monodisciplinaire interventieplan voor de medische, sanitaire en psychosociale hulpverlening bij rampen in België. De bedoeling van het Medisch Interventieplan is het regelen van de medische opvang van slachtoffers bij een ramp waarbij de gewone capaciteit van de hulpdiensten tijdelijk overschreden wordt. Ook moet het plan voorkomen dat de dagelijkse werking van de Dringende Geneeskundige Hulpverlening (het 112-systeem) in het gedrang komt of dat ziekenhuizen geconfronteerd worden met een ongecontroleerde toestroom van slachtoffers.

## Kader
De rampenplannen heten in België officieel de nood- en interventieplannen (NIP's). Alle hulpverleningsdiensten die hulp bieden in het kader van de nood- en interventieplannen zijn onderverdeeld in vijf disciplines. Discipline 2 omvat de medische, sanitaire en psychosociale hulpverlening. Naast de algemene nood- en interventieplannen (ANIP's) die de algemene bepalingen uitzetten voor alle diensten, moet elke discipline ook zijn eigen monodisciplinair interventieplan opstellen. Dat moet ervoor zorgen dat de hulpverleningsdiensten kunnen optreden voordat of zonder dat er een centrale coördinatie ontplooid is. Het Medisch Interventieplan maakt deel uit van het monodisciplinaire plan voor discipline 2.

## Afkondiging
De Noodcentrale 112 of de medische dispatching van een geïntegreerd 112-centrum is als enige bevoegd om bij noodsituaties formeel het MIP af te kondigen. Daarnaast zijn ook enkele actoren bevoegd het MIP af te kondigen, namelijk de Directeur Medische Hulpverlening (Dir-Med; vroeger afgekort tot DMH) of zijn adjunct; de eerste MUG-arts ter plaatse die tijdelijk de functie van Dir-Med waarneemt; de Federale Gezondheidsinspecteur (FGI) of zijn adjunct; het diensthoofd dringende hulpverlening van de FOD Volksgezondheid of zijn adjunct en het Crisiscentrum van de federale regering of de arts van wacht van de FOD Volksgezondheid (via de Federale Gezondheidsinspecteur of het diensthoofd dringend hulpverlening). Indien zij het MIP afkondigen moet de Noodcentrale 112 of de medische dispatching dit formeel bevestigen. De hulpdiensten ter plaatse (politie, brandweer en ambulance) mogen tevens verzoeken om het Medisch Interventieplan af te kondigen. Belangrijk om op te merken is dat het MIP niet automatisch wordt afgekondigd wanneer het gemeentelijk, provinciaal of federaal nood- en interventieplan wordt afgekondigd.

### Vooralarm
Er zijn twee fases in de afkondiging: 'vooralarm' en 'alarm'. Het vooralarm wordt gegeven bij situaties die potentieel bedreigend zijn voor de volksgezondheid of het milieu. Bij een vooralarm worden de coördinerende verantwoordelijken verwittigd, maar de operationele hulpdiensten worden nog niet opgeroepen. Deze coördinerende verantwoordelijken zijn de Dir-Med en zijn adjunct, de Federale Gezondheidsinspecteur en zijn adjunct en een Psychociaal Manager (PSM) die de Federale Gezondheidsinspecteur bijstaat. Zij worden gevraagd de situatie te evalueren en de opvolging ervan te garanderen. Zij kunnen hiervoor ter plaatse gaan. Zij kunnen eventueel beslissen de Snel Inzetbare Middelen (SIM's) in vooralarm te plaatsen. Bij een vooralarm worden ook de andere actoren verwittigd die tijd nodig hebben om zich te kunnen mobiliseren.

### Alarm
Het alarm wordt gegeven als een effectieve inzet van de hulpdiensten noodzakelijk is. Zowel de coördinerende verantwoordelijken als de operationele hulpdiensten worden dan door de Noodcentrale 112 of de medische dispatching opgeroepen. Er zijn drie niveaus in de alarmering: MIP, Uitgebreid MIP en Maxi MIP. Indien uit de informatie verkregen uit een noodoproep blijkt dat aan de criteria voor afkondiging voldaan is kan elk niveau automatisch worden afgekondigd. De twee nieuwe niveaus 'Uitgebreid MIP' en 'Maxi MIP' zijn er gekomen naar aanleiding van de terreuraanslagen in Parijs van 13 november 2015. Het oude MIP dateerde van 2009 en was vooral gericht op grote noodsituaties die zich op een bepaald moment op een bepaalde plaats afspelen (zoals een spoorwegongeval). Het hield echter geen rekening met de mogelijkheid van meerdere aanslagen op meerdere plaatsen op hetzelfde moment. De bedoeling van dergelijke gelijktijdige terreuraanslagen is niet enkel het maken van slachtoffers, maar ook het destabiliseren van het medisch systeem door de hulpverlening in een klein gebied (zoals een stad) meteen te overbelasten. Met deze nieuwe realiteit in gedachten werd een aangepast Medisch Interventieplan uitgewerkt onder de naam Maxi MIP. Tijdens de uitwerking van dit plan vonden de aanslagen in Brussel op 22 maart 2016 plaats, waardoor men al gebruik kon maken van de inzichten opgedaan tijdens de voorbereidingen van het plan. Na de aanslagen werden de ervaringen hieruit ook meegenomen in de herziening. Het nieuwe MIP met de twee nieuwe niveaus kwam er in januari 2017. Naast de twee nieuwe niveaus van opschaling werd in het nieuwe MIP ook aandacht besteed aan de integratie met de psychosociale hulpverlening, de aflossing van de hulpverleners bij langdurige inzet en een verbeterde uitwerking van de hiërarchie en communicatie.
| Niveau alarmering | Criteria afkondiging | Minimaal op te roepen middelen |
| ----------------- | --- | --- |
| MIP               | - Ten minste 5 zwaargewonden - Ten minste 10 gewonden (ongeacht de ernst van hun verwondingen) - Ten minste 20 personen in mogelijk gevaar (al dan niet omwille van een evacuatie) | - Federale Gezondheidsinspecteur en zijn adjunct - Dir-Med en zijn adjunct - Een Psychosociaal Manager - 3 MUG-teams - 5 ambulances - Snel Inzetbare Middelen                  |
| Uitgebreid MIP    | - Ten minste 20 zwaargewonden - Ten minste 40 gewonden (ongeacht de ernst van hun verwondingen)                                                                                    | - Federale Gezondheidsinspecteur en zijn adjunct - Dir-Med en zijn adjunct - Een Psychosociaal Manager - 10 MUG-teams - 20 ambulances - Snel Inzetbare Middelen - Rode Kruis   |
| Maxi MIP          | - Ten minste 50 zwaargewonden - Ten minste 100 gewonden (ongeacht de ernst van hun verwondingen)                                                                                   | - Federale Gezondheidsinspecteur en zijn adjunct - Dir-Med en zijn adjunct - Alle Psychosociale Managers - 20 MUG-teams - 40 ambulances - Snel Inzetbare Middelen - Rode Kruis |

Bij een evacuatie worden de Snel Inzetbare Middelen enkel opgeroepen na overleg met de coördinerende verantwoordelijken. Het MIP kan ook worden afgekondigd volgens kwalitatieve criteria waarbij rekening wordt gehouden met de pathologie van de slachtoffers of bijzondere situaties (bijvoorbeeld een terreuraanslag of CBRN-incident). Een afkondiging op basis van kwalitatieve criteria zal pas gebeuren na overleg tussen de Noodcentrale 112 of de medische dispatching en de coördinerende verantwoordelijken.

### Opschaling
Opschaling omvat het verhogen van het aantal ingezette middelen en het versterken van personeel, materiaal of logistieke middelen. Er kan worden beslist tot opschaling door de Noodcentrale 112 of de medische dispatching op basis van de verkregen informatie (zoals eerder gezegd) of door dezelfde actoren die bevoegd zijn het MIP af te kondigen. Indien de middelen onder de bevoegdheid van de Noodcentrale 112 of de medische dispatching onvoldoende zijn voor een Uitgebreid MIP of Maxi MIP (ermee rekening houdend dat de dagelijkse werking van de Dringende Geneeskundige Hulpverlening ook gegarandeerd moet blijven) dan zal beroep gedaan worden op middelen van de naburige provincies. De Noodcentrale 112 of de medische dispatching van de getroffen provincie neemt dan contact op met de Noodcentrale 112 of de medische dispatching van de naburige provincie en vraagt middelen bij voor het Uitgebreid MIP of Maxi MIP. De Noodcentrale 112 of de medische dispatching van de naburige provincie deelt dan onmiddellijk mee welke en hoeveel middelen zij ter versterking kunnen sturen. De middelen die ter versterking worden gestuurd verzamelen zich op een punt binnen hun provincie. Van daaruit vertrekken ze in een colonne naar een Punt Eerste Bestemming (PEB) binnen de getroffen provincie. De middelen worden dan vanaf het Punt Eerste Bestemming verdeeld over de (verschillende) rampsite(s).

## Coördinatie
Net zoals voor de overige disciplines binnen het kader van de nood- en interventieplannen, is er coördinatie zowel op operationeel als beleidsmatig vlak.

### Operationele coördinatie
De operationele coördinatie wordt verzorgd vanuit de Commandopost Operaties (CP-Ops), waar de Directeur Commandopost Operaties (Dir-CP-Ops) de algemene leiding heeft. Tot er een Coördinatiecomité is opgestart draagt de CP-Ops ook de verantwoordelijkheid voor de beleidscoördinatie. De functie van Dir-CP-Ops wordt per definitie waargenomen door de brandweerofficier met de hoogste graad ter plaatse, tenzij de coördinerende overheid een leidinggevende van een andere discipline die meer betrokken is bij de noodsituatie aanduidt. De Dir-Med maakt als leidinggevende over de medische discipline eveneens deel uit van het team in de CP-Ops, waar hij kan bijgestaan worden door een adjunct, een Verantwoordelijke Psychosociale Hulpverlening (V-PSH) of een afgevaardigde van het Rode Kruis. Indien er meerdere rampsites zijn (zoals bijvoorbeeld bij meerdere terreuraanslagen op hetzelfde moment) kan per site een Dir-Med aangesteld worden die zetelt in de CP-Ops van zijn site. Er kan bij meerdere rampsites ook een centrale CP-Ops geactiveerd worden voor alle sites, waarbij de Dir-Med van elke site samenwerkt met de Dir-Med in de CP-Ops. De Dir-Med staat onder het administratieve gezag van de Federale Gezondheidsinspecteur. Tot het moment dat de Dir-Med aankomt op het rampterrein wordt zijn functie waargenomen door de eerste MUG-arts ter plaatse.
Het Hulpcentrum 100/112 of de medische dispatching staat niet enkel in voor het alarmeren van de ingezette middelen, maar ook voor het verzekeren van de communicatie tussen hen. Ook alarmeert het Hulpcentrum 100/112 of de medische dispatching de betrokken ziekenhuizen, zodat deze hun intern ziekenhuisnoodplan kunnen afkondigen en de nodige maatregelen kunnen treffen om de opvang van de slachtoffers te kunnen verzekeren. Om zijn coördinerende rol over de ingezette middelen en een duidelijke communicatie met de CP-Ops te kunnen verzekeren, kan een operator van het Hulpcentrum 100/112 of de medische dispatching als Coördinator Liaison HC 100/112 ter beschikking worden gesteld van de Dir-Med in de CP-Ops. Ook kan aan het Hulpcentrum 100/112 of de medische dispatching gevraagd worden de opdracht van de Coördinator Regulatie op het terrein te ondersteunen of zelfs volledig over te nemen.
Om een optimale onderlinge communicatie te verzekeren is vooraf vastgelegd welke radiogespreksgroepen er moeten zijn elke welke functies tot welke groepen toegang moeten hebben. Zo is er een gespreksgroep voor de verantwoordelijken en coördinatoren van de medische keten, voor de middelen ingeschakeld in de grote noria, voor het Hulpcentrum 100/112 of de medische dispatching en de ziekenhuizen, voor de verantwoordelijken van de psychosociale hulpverlening, voor de logistieke functies, voor de CP-Ops en voor het Coördinatiecomité.

### Beleidscoördinatie
De beleidscoördinatie berust bij een Coördinatiecomité (CC) dat bij een noodsituatie opgestart wordt op gemeentelijk of provinciaal niveau door respectievelijk de burgemeester of de gouverneur. Dit Coördinatiecomité is samengesteld uit vertegenwoordigers van de disciplines en de noodplanambtenaar, eventueel aangevuld met andere experts, en heeft als opdracht de noodsituatie te evalueren en de burgemeester of gouverneur te adviseren over de te nemen beslissingen. De medische, sanitaire en psychosociale hulpverlening wordt hierin vertegenwoordigd door de Federale Gezondheidsinspecteur, die kan bijgestaan worden door zijn adjunct en Psychosociaal Manager. Bij grootschalige incidenten kan een 'werkcel D2' samengesteld worden als backoffice bij het Coördinatiecomité voor medische, sanitaire en psychosociale hulpverlening. In deze 'werkcel D2' zitten dan vertegenwoordigers van de medische en psychosociale diensten samen om een juiste uitwerking van de coördinatie te verzekeren. Bij de afkondiging van de federale fase van het nood- en interventieplan berust de beleidscoördinatie bij de betrokken ministers die zetelen in het Crisiscentrum van de regering. Het Crisiscentrum staat dan in contact met de Provinciale Coördinatiecomités.

## Interventie

### Interventieterrein
Het interventieterrein wordt ingedeeld in drie zones volgens het nood- en interventieplan: de rode, de oranje en de gele zone. De medische hulpverlening situeert zich voornamelijk in de oranje zone.
- Rode zone: binnen deze zone worden de reddingsopdrachten uitgevoerd door leden van discipline 1 (de brandweer en de Civiele Bescherming); zij brengen de slachtoffers naar een overnamepunt op de grens van de rode en de oranje zone. Daar worden ze overgedragen aan de medische hulpverleners. Medische hulpverleners kunnen enkel in de rode zone aanwezig zijn mits akkoord van de Dir-CP-Ops na overleg met de Dir-Med, Dir-BW en Dir-Pol voor de stabilisatie van levensbedreigde gewonden of het uitvoeren van een pretriage wanneer dit niet bij het overnamepunt kan gebeuren.
- Oranje zone: binnen deze zone zijn op een veilige plek de CP-Ops en indien nodig de Vooruitgeschoven Medische Post (VMP) gevestigd. In de VMP worden de slachtoffers verzameld, geregistreerd, gestabiliseerd en geëvacueerd.
- Gele zone: deze zone wordt vrijgehouden om de toegang voor de hulpdiensten te verzekeren. Binnen deze zone wordt een parking voorzien voor de hulpdiensten of de voertuigen om niet-gewonde slachtoffers te evacueren. Vanuit deze zone is er een verbinding met de CP-Ops en VMP zodat ambulances naar de VMP kunnen doorgestuurd worden.

### Medische keten
Alle betrokken personen, zowel gewonden als niet-gewonden, moeten de hulpverleningsketen passeren om geregistreerd te worden en een triage te ondergaan. Zo nodig krijgen de gewonden de vereiste zorgen voor medische stabilisatie en worden ze geconditioneerd (klaargemaakt voor transport). Ten slotte wordt elke persoon gereguleerd en geëvacueerd naar de voor zijn/haar toestand meest aangewezen opvangstructuur (ziekenhuis of onthaalcentrum).

#### Pretriage
De medische keten begint bij het overnamepunt waar reddingswerkers van discipline 1 de gewonden overdragen aan de medische hulpverleners van discipline 2 of bij het toedienen van levensreddende zorgen door hulpverleners van discipline 2 indien deze in de rode zone aanwezig zijn. Het overnamepunt is niet altijd vast bepaald (wanneer er bijvoorbeeld geen afgebakende rode zone is). Bij het eerste contact van de medische hulpverleners met een slachtoffer voeren deze een pretriage uit. De bedoeling van de pretriage is bepalen met welke prioriteit het slachtoffer naar de volgende schakel in de medische keten moet vervoerd worden. Daarvoor worden slachtoffers voorzien van een zwarte, rode of gele pretriageschijf. Slachtoffers met een rode schijf hebben voorrang op slachtoffers met een gele schijf. Tijdens de pretriage worden geen medische zorgen toegediend (tenzij onmiddellijk levensreddende handelingen zoals het vrijmaken van de luchtwegen). Overleden slachtoffers krijgen een zwarte schijf. Hun overlijden wordt door de arts ter plaatse vastgesteld waarna de overledene onder de verantwoordelijkheid van discipline 3 (politie) geplaatst wordt. Overleden slachtoffers worden in principe niet geëvacueerd van de rampsite.

#### Kleine noria
De kleine noria is het transport van slachtoffers na pretriage tot aan het triagepunt van de VMP. Afhankelijk van de afstand kan dit transport op verschillende manieren gebeuren (per brancard te voet, per ambulance, ...). Het toedienen van medische zorgen tijdens het transport kan enkel gebeuren met akkoord van de Dir-Med. In specifieke gevallen kan, mits akkoord van de Dir-Med, een slachtoffer na pretriage rechtstreeks geëvacueerd worden naar een ziekenhuis (bijvoorbeeld bij nood aan een dringende operatie).

#### Vooruitgeschoven Medische Post

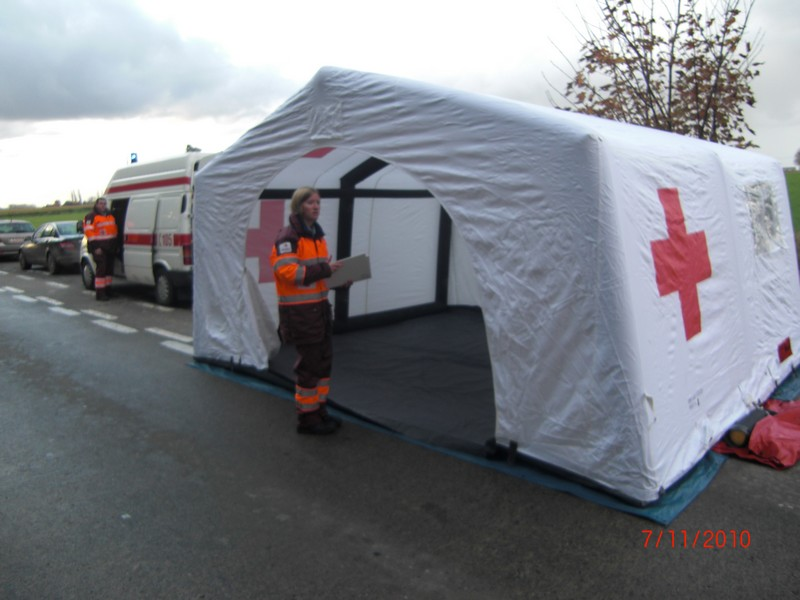
Opblaastent voor een Vooruitgeschoven Medische Post.

In de VMP gebeurt de identificatie en registratie van de slachtoffers; de triage; de stabilisering (indien nodig) & conditionering en de verdere verwijzing naar het ziekenhuis (voor gewonden) of het onthaalcentrum (voor niet-gewonden). De VMP is opgesteld op een veilige plaats in de oranje zone in de nabijheid van een toegangsweg voor de ambulances. De VMP kan opgesteld worden in een bestaand gebouw, in een of meerdere daarvoor bedoelde tenten of in de open ruimte. Aan het hoofd van de VMP staat de Coördinator VMP die verantwoordelijk is voor alle niet-medische aspecten van de VMP. Hij wordt bijgestaan door de Coördinator Logistiek voor wat betreft de bevoorrading van de VMP (die indien nodig overlegt met de verantwoordelijke van discipline 4) en de Coördinator Secretariaat voor wat betreft de administratieve taken.
De VMP bestaat uit:
- Triagezone en secretariaat 'IN': hier worden alle slachtoffers (zowel gewonden als niet-gewonden) geregistreerd en krijgen de gewonden een registratiefiche (METTAG-kaart) met een aantal medische basisgegevens. Een MUG-arts aangesteld als Arts Triage (Med-Tri) en zijn adjunct verdelen de slachtoffers in drie categorieën: T1, T2 en T3. Uit de registratie van de slachtoffers wordt een algemene lijst opgemaakt van betrokken personen.
  - T1: Onmiddellijke medische behandeling noodzakelijk: levens- of lidmaatbedreigde patiënt. Dringende overbrenging naar een ziekenhuis aangewezen. Komt overeen met symbool van haas op METTAG-kaart.
  - T2: Geen levensbedreigende situatie maar medische zorgen wel vereist. Overbrenging naar een ziekenhuis kan enkele uren uitgesteld worden. Komt overeen met symbool van schildpad op METTAG-kaart.
  - T3: Medische zorgen zijn uitstelbaar of niet noodzakelijk. Geen overbrenging naar een ziekenhuis nodig. Komt overeen met symbool van doorkruiste ambulance op METTAG-kaart.
- Verzorgingszone: hier worden de gewonde slachtoffers medisch gestabiliseerd en geconditioneerd (klaargemaakt voor transport naar de meest aangewezen opvangstructuur). Tevens wordt er medisch toezicht uitgeoefend op de patiënten die hun transport afwachten. De medische evaluatie en behandeling staat onder leiding van een MUG-arts of MUG-verpleegkundige.
- Regulatiezone en secretariaat 'OUT': hier wordt de evacuatie van de slachtoffers naar de meest aangewezen opvangstructuur gereguleerd, wordt het vervoersmiddel hiervoor gekozen en worden de patiënten die de VMP verlaten geregistreerd. De regulatie staat onder leiding van de Coördinator Regulatie en zijn adjunct.

#### Grote noria
De grote noria is het transport van betrokken personen (gewonden en niet-gewonden) vanuit de VMP naar de door de regulatie aangewezen opvangstructuren. Voor gewonden is dit een ziekenhuis en voor niet-gewonden een onthaalcentrum (zoals beschreven in het Psychosociaal Interventieplan). Om te vermijden dat de ambulances of andere voertuigen een vlotte afvoer in de weg staan, worden ze vanaf een verzamelpunt (het ambulancepark) opgeroepen naar de VMP. Dit ambulancepark is gelegen in de gele zone en wordt door de CP-Ops aangewezen. De Coördinator Ambulancepark heeft de leiding over het ambulancepark; deze stuurt op vraag van de Coördinator Regulatie of zijn adjunct en na akkoord van de CP-Ops de nodige middelen naar de VMP voor de afvoer van patiënten. Het ambulancepark kan een onderdeel zijn van het Punt Eerste Bestemming; een plaats in de gele zone dat na multidisciplinair overleg bepaald wordt en waar de voertuigen van alle disciplines ontvangen worden.

#### Opvangstructuren
De opvangstructuren liggen buiten het interventieterrein en omvatten de ziekenhuisdiensten die gewonden opvangen en verzorgen en onthaalcentra voor de opvang van niet-gewonden (zoals voorzien in het Psychosociaal Interventieplan). Het aantal patiënten dat een ziekenhuis bij een ramp kan opvangen wordt vooraf vastgelegd in het ziekenhuisnoodplan en gevalideerd door de Provinciale Commissie voor Dringende Geneeskundige Hulpverlening. Wanneer een ziekenhuis zijn ziekenhuisnoodplan activeert, stelt het het Hulpcentrum 100/112 of de medische dispatching daarvan op de hoogte en deelt het zijn behandelcapaciteiten mee volgens de vastgestelde noden van de slachtoffers. De informatie over de noden van de slachtoffers wordt door de Dir-Med of zijn adjunct meegedeeld aan het Hulpcentrum 100/112 of de medische dispatching. In functie van de mogelijkheden van elk ziekenhuis worden patiënten vervolgens door de regulatie verdeeld over de verschillende ziekenhuizen om een te grote toestroom van slachtoffers in een ziekenhuis te vermijden.

### Ingezet personeel

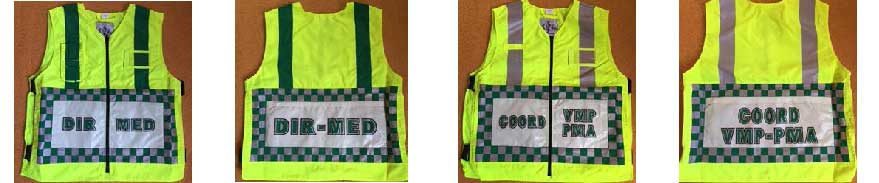
Kazuifels voor verantwoordelijken binnen het Medisch Interventieplan.

Het personeel dat opgeroepen wordt naar het rampterrein of hulpverleners die zich spontaan aanbieden worden ingezet mits goedkeuring van de Dir-Med of de Federale Gezondheidsinspecteur (of hun respectievelijke adjuncten). Zij krijgen van de Dir-Med of zijn adjunct een actiekaart volgens dewelke zij moeten optreden. In deze actiekaart staat ook hun plaats binnen het organisatieschema en onder wiens bevoegdheid zij staan vermeld. De actiekaarten moeten op voorhand door de Provinciale Commissie voor Dringende Geneeskundige Hulpverlening zijn goedgekeurd. De personen op het terrein die een verantwoordelijke functie uitoefenen in de medische keten dragen een gele kazuifel (de Belgische benaming voor een veiligheidsvest) met een fluorescente rechthoek met hun functievermelding, omgeven door een boord bestaande uit afwisselend groene en grijze reflecterende blokken. Over de schouders hebben zij een verticale reflecterende grijze band lopen, behalve bij de Dir-Med en de Federale Gezondheidsinspecteur bij wie de band groen is. Niet alle hierboven beschreven verantwoordelijke functies worden ook effectief opgenomen bij de afkondiging van het MIP. Het is afhankelijk van de situatie en de concrete noden welke verantwoordelijke functies binnen de medische keten concreet ingevuld worden. Wel worden in alle geval de coördinerende functies (de Dir-Med en de Federale Gezondheidsinspecteur) opgenomen.
Indien het bij de afkondiging van het MIP duidelijk is dat de interventie een aantal uren zal duren, moeten er eten, drinken en rustmogelijkheden voor het personeel van de ingezette middelen en sanitaire voorzieningen voor zowel personeel als slachtoffers voorzien worden. Indien de interventie langer dan acht uur duurt moet het ingezette personeel ook regelmatig afgelost worden. Het is aan de coördinerende verantwoordelijken hierop toe te zien.

## Afschaling en beëindiging
Tot afschalen (het verminderen van het aantal ingezette middelen) kan na overleg gevraagd worden door de Dir-Med of zijn adjunct, de Federale Gezondheidsinspecteur of zijn adjunct of het diensthoofd dringend hulpverlening van de FOD Volksgezondheid of zijn adjunct. Het MIP wordt beëindigd door het Hulpcentrum 100/112 of de medische dispatching op vraag van de coördinerende verantwoordelijken. De verantwoordelijken van de ingeschakelde hulpdiensten staan er voor in de ingezette middelen zo snel mogelijk terug beschikbaar te stellen voor de dagelijkse werking van de Dringende Geneeskundige Hulpverlening.
Na elke afkondiging van het MIP moeten alle betrokken hulpdiensten een verslag opstellen en versturen naar de bevoegde Federale Gezondheidsinspecteur, en dit ten laatste een maand na de interventie. Na de afkondiging van het MIP moeten de verantwoordelijken van de ingeschakelde hulpdiensten tevens instaan voor de psychosociale bijstand aan het ingezette personeel. Ook kan ondersteuning georganiseerd worden binnen het kader van het Psychosociaal Interventieplan (bijvoorbeeld door het organiseren van een psychologische debriefing met de andere actoren uit het MIP of een gesprek met een expert).

## Rode Kruis

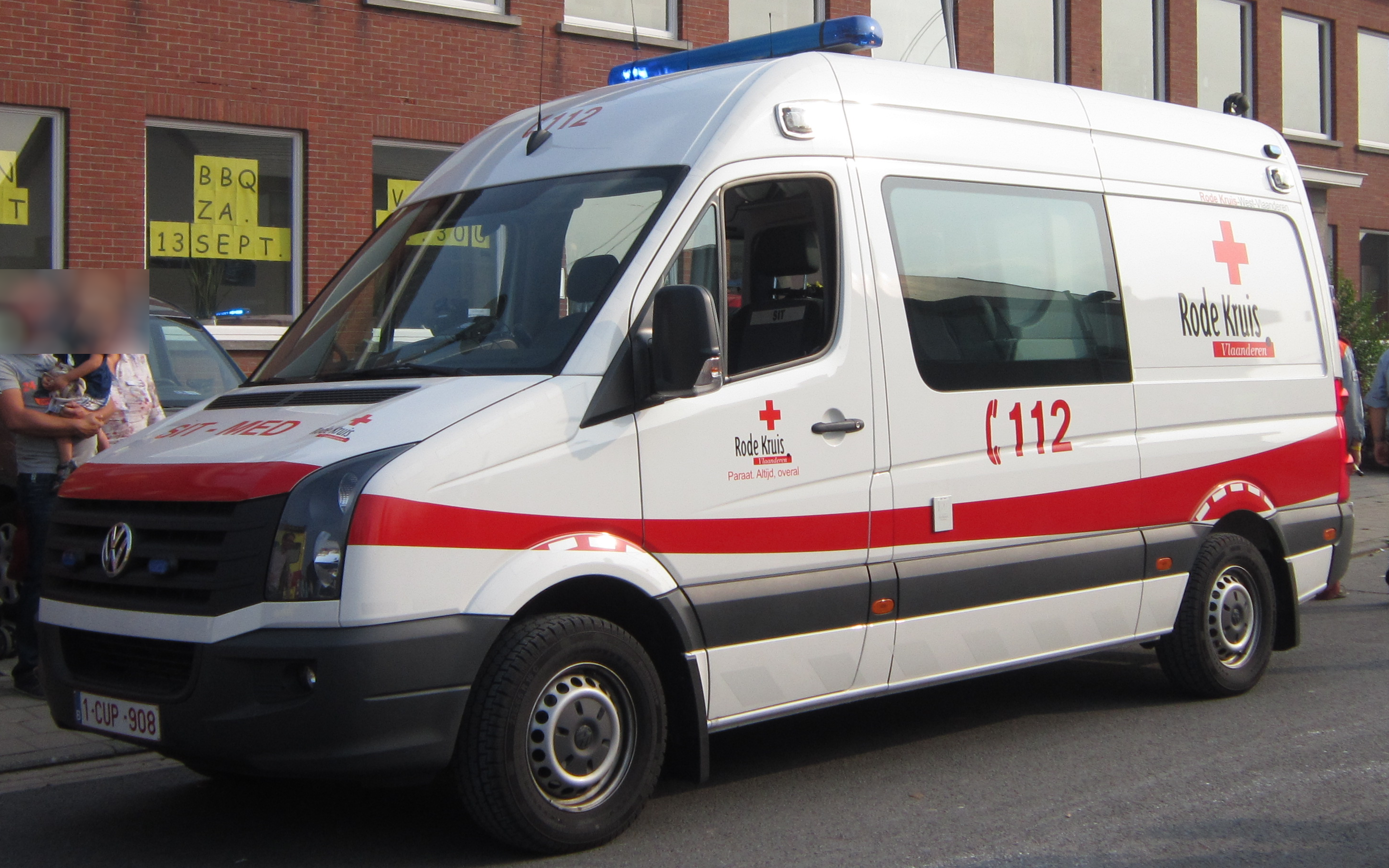
SIT-MED Rode Kruis (onderdeel van de Snel Inzetbare Middelen)

In het kader van het MIP heeft de FOD Volksgezondheid een overeenkomst met het Rode Kruis. Het Rode Kruis staat bij deze gebeurtenissen in voor medische en logistieke ondersteuning door middel van de Snel Inzetbare Middelen (SIM's) die hulp bieden bij de opbouw en bestaffing van een VMP, ondersteunende ambulances wanneer de reguliere ambulancediensten binnen de Dringende Geneeskundige Hulpverlening overbelast zijn en hulp bij de psychosociale opvang.

## Psychosociaal Interventieplan
Als onderdelen van het monodisciplinaire interventieplan voor de medische, sanitaire en psychosociale hulpverlening zijn het MIP en het Psychosociaal Interventieplan (PSIP) op elkaar afgestemd. Psychosociale hulpverleners die aankomen op het rampterrein melden zich net als medische hulpverleners aan bij de Dir-Med of zijn adjunct. Deze kan de nodige instructies geven in overleg met de Federale Gezondheidsinspecteur, zijn adjunct of de Psychosociaal Manager (PSM). Psychosociale hulpverleners kunnen, via de Dir-Med of zijn adjunct en/of de Verantwoordelijke Psychosociale Hulpverlening (V-PSH), helpen met het verzamelen, opvangen en transporteren van niet-gewonden naar een onthaalcentrum. De psychosociale hulpverleners staan ook in voor het onthaal van niet-gewonden of familieleden in het onthaalcentrum, de (definitieve) registratie van alle betrokkenen en het bemannen van een telefonisch informatiecentrum voor ongeruste familieleden en een centraal informatiepunt voor de behandeling van de gegevens. Deze acties staan beschreven in het PSIP. Het PSIP blijft bij een noodsituatie over het algemeen langer actief dan het MIP.

## Wetgeving
De organisatie van het MIP wordt vastgelegd door de ministeriële omzendbrief betreffende het Medisch Interventieplan. Ook de wet van 15 mei 2007 betreffende de civiele veiligheid, de wet van 8 juli 1964 betreffende de dringende geneeskundige hulpverlening en de gecoördineerde wet van 10 juli 2008 op de ziekenhuizen en andere verzorgingsinrichtingen en hun uitvoeringsbesluiten hebben een belangrijke weerslag op de organisatie van het MIP.